# معقوفة طقسوسية
معقوفة طقسوسية (الاسم العلمي:Falcatifolium taxoides) هي نوع من النباتات تتبع جنس المعقوفة من الفصيلة المعلاقية.